# Brexia madagascariensis
Brexia madagascariensis är en benvedsväxtart. Brexia madagascariensis ingår i släktet Brexia och familjen Celastraceae.

## Underarter
Arten delas in i följande underarter:
- B. m. madagascariensis
- B. m. microcarpa

## Bildgalleri

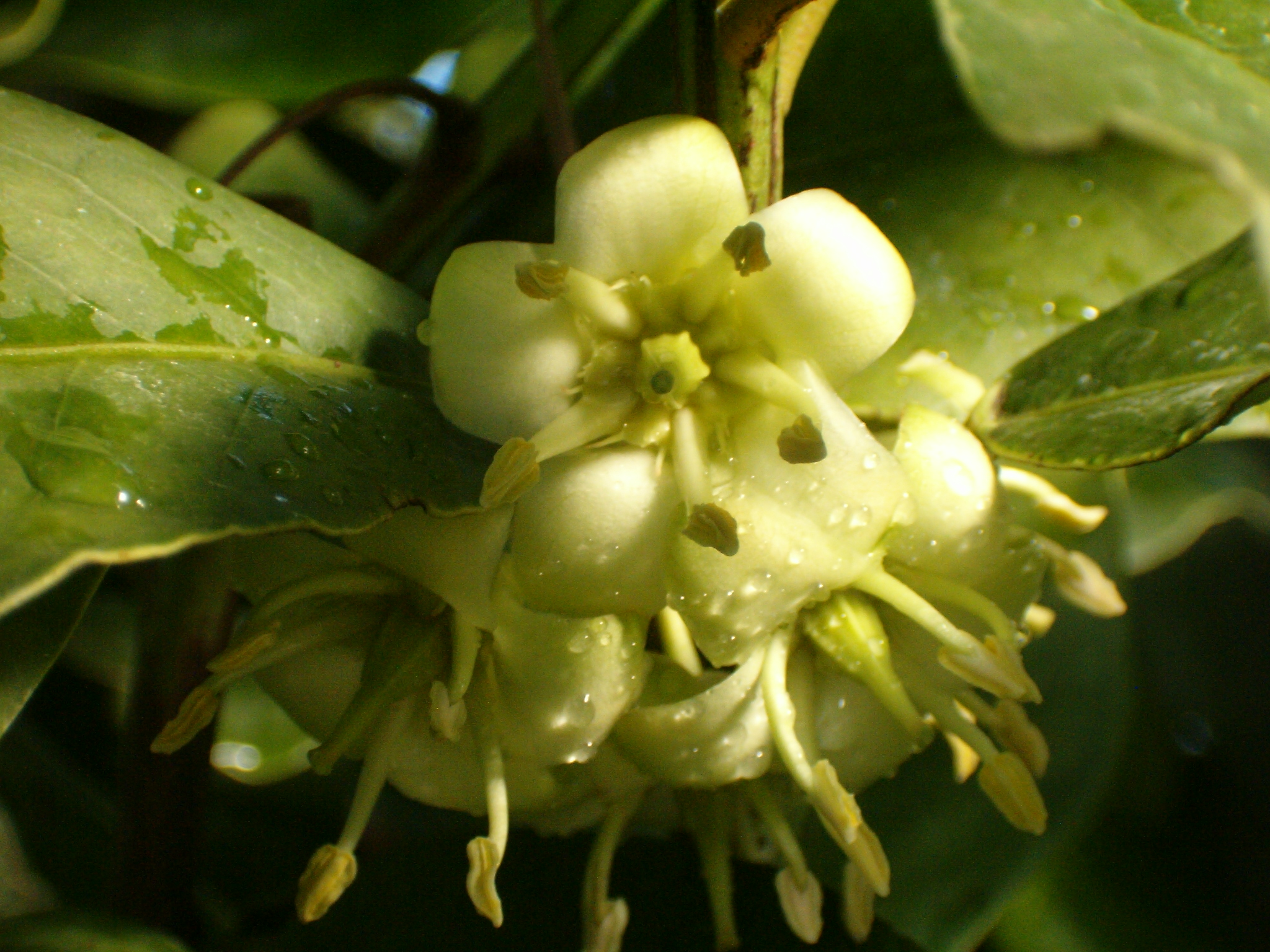
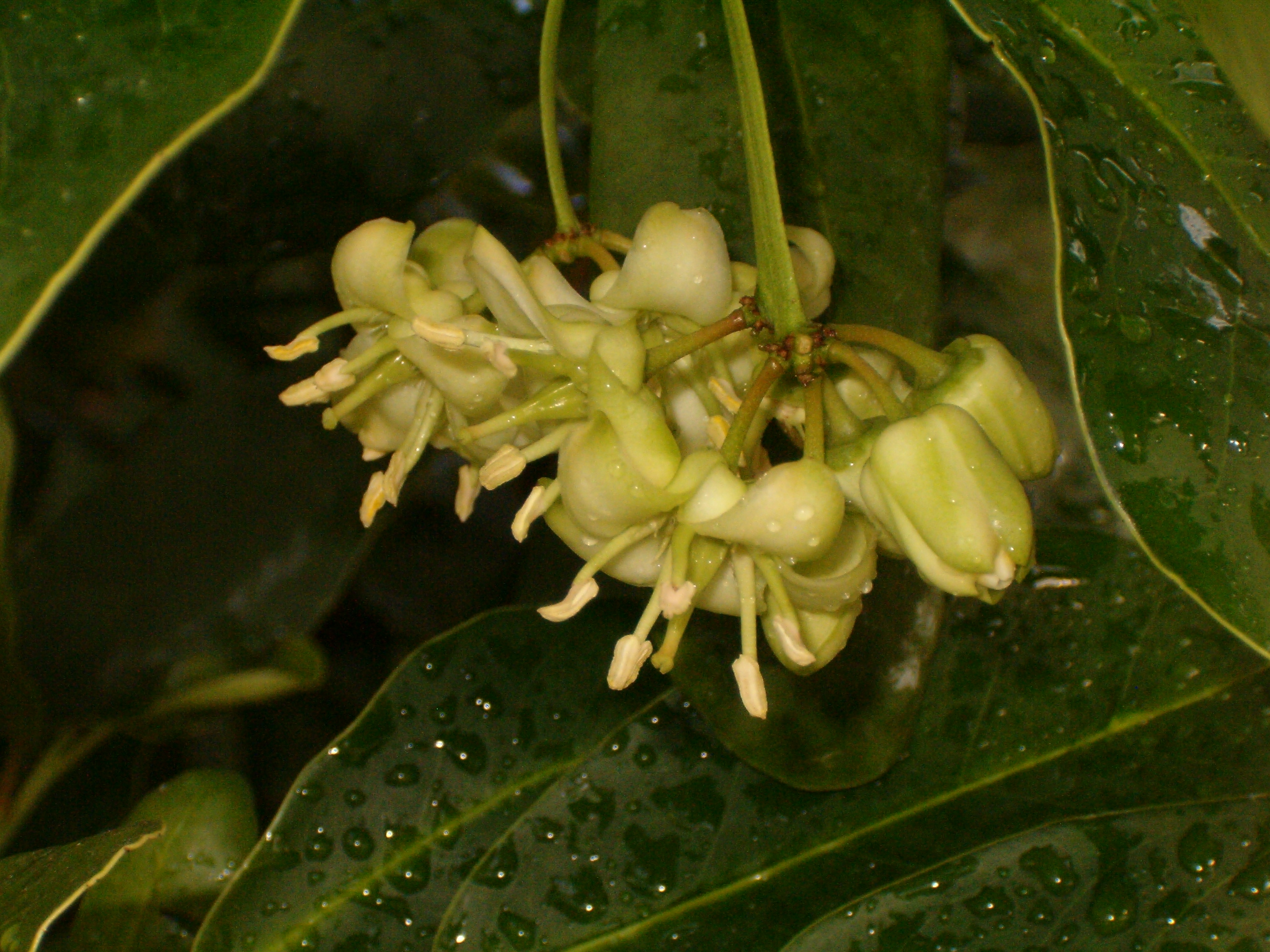
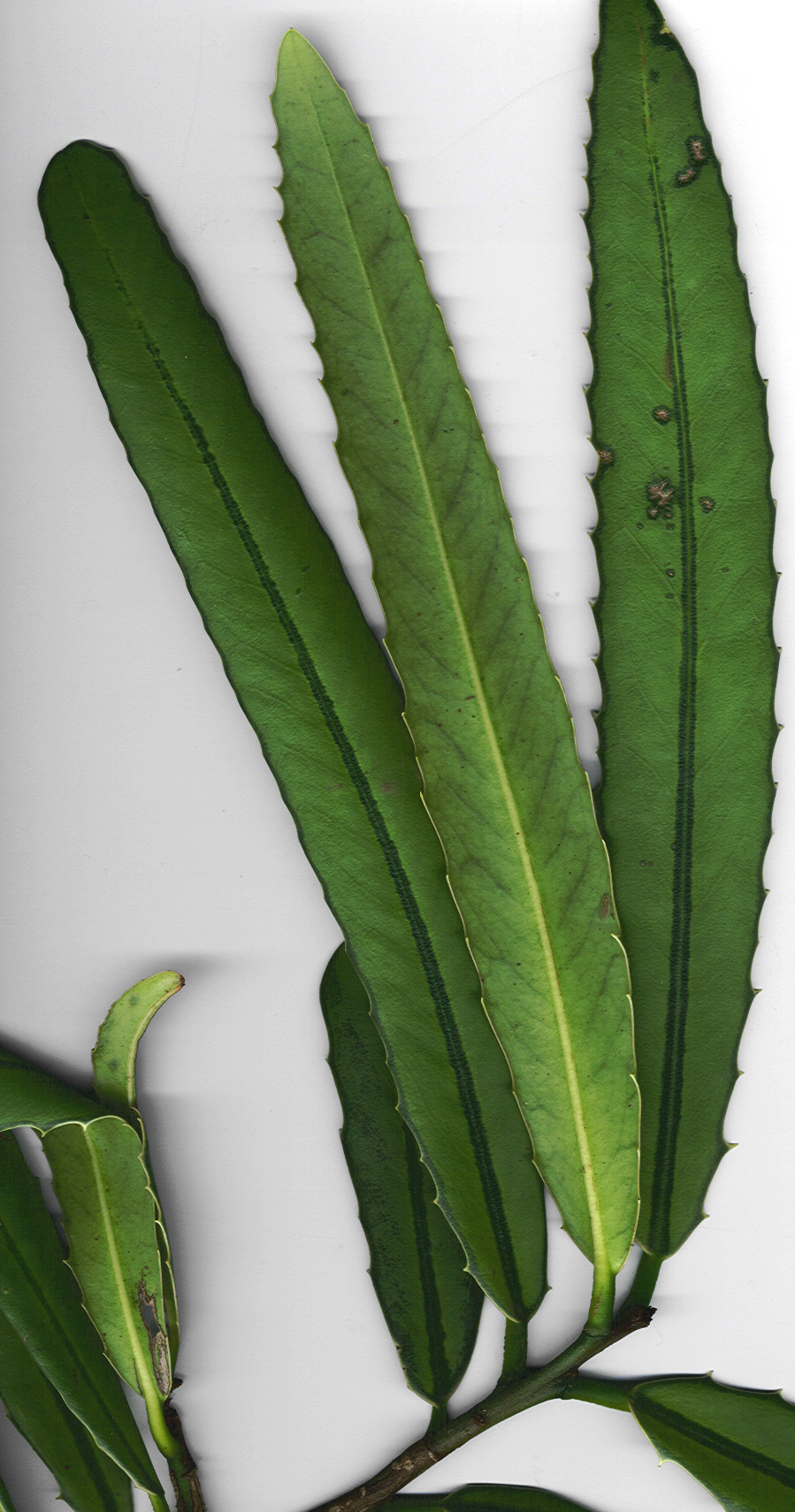
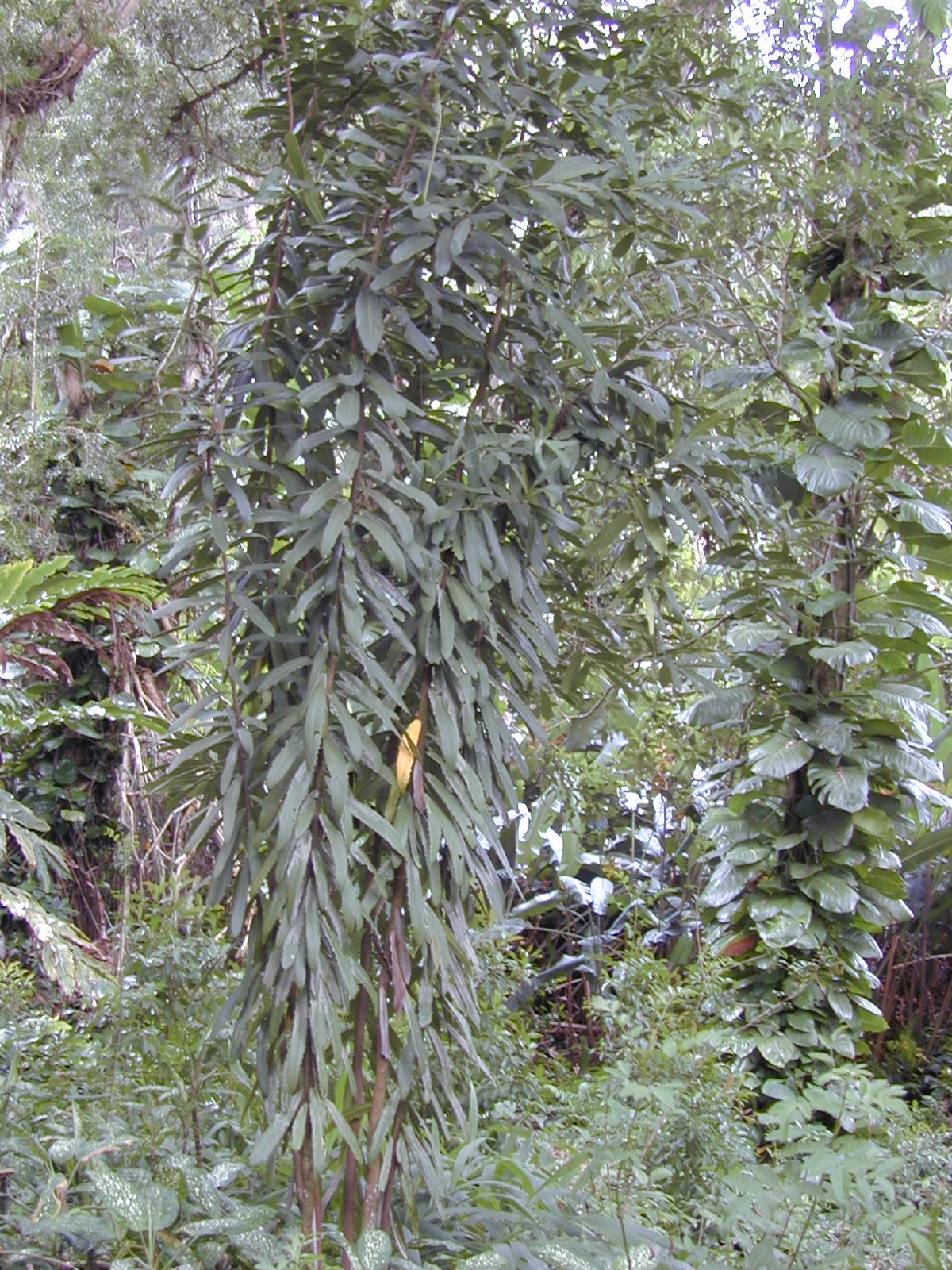